# Alangium griffithi
Alangium griffithi là một loài thực vật]] thuộc họ Alangiaceae. Loài này có ở Indonesia, Malaysia, Singapore, và Thái Lan.